# شین اکر
شین اکر (به انگلیسی: Shane Acker) (زاده ۱۹۷۱ در ویتون، ایلینوی) فیلمساز امریکایی است که به خاطر فیلم پویانمایی‌اش ۹ شهرت پیدا کرده است. او این فیلم را بر پایهٔ پویانمایی کوتاه کامپیوتری خودش ۹ که نامزد جایزه آکادمی اواردز بود، ساخته است. آکر دانش‌آموختهٔ دانشگاه کالیفرنیا، لس‌آنجلس است.